# Ètica situacional
L'ètica situacional és una projecte ètic basat en el plantejament filosòfic de Joseph Fletcher (1905-1991), basat en l'amor com a motor de totes les accions humanes. La seva filosofia és una proposta molt propera de la Religió. El seu origen el troben en la Bíblia, tot i que, hi ha principis que es contradiuen amb el missatge de la Bíblia. Així, a tall d'exemple, estan tant a favor de l'eutanàsia com de l'avortament sempre que el motor d'aquestes accions sigui l'amor.